# Эрасинос (река, впадает в залив Арголикос)
Эрасинос (Эрасин, Арсин, греч. Ερασινός) — недлинная, но многоводная река в Греции, в Арголиде, на Пелопоннесе. Берёт начало на склонах гор Хаон в деревне Кефаларион. Течёт на восток, а затем на юго-восток. Впадает в бухту Нафплион залива Арголикос на южной окраине деревни Неа-Киос. Упоминается Геродотом. Протекала через Лернейское болото, известное по сказанию о гидре. В древности считалось, что она вытекает из озера Стимфалия и течёт под землёй 200 стадий, подобно солёному источнику Риты. Там, где вытекает река, приносились жертвы Пану и Дионису. Справлялся вакхический праздник Тирба, сопровождавшийся пляской и пением дифирамбов.
У истока построена церковь Живоносного Источника (Панагия Кефалариотисса).

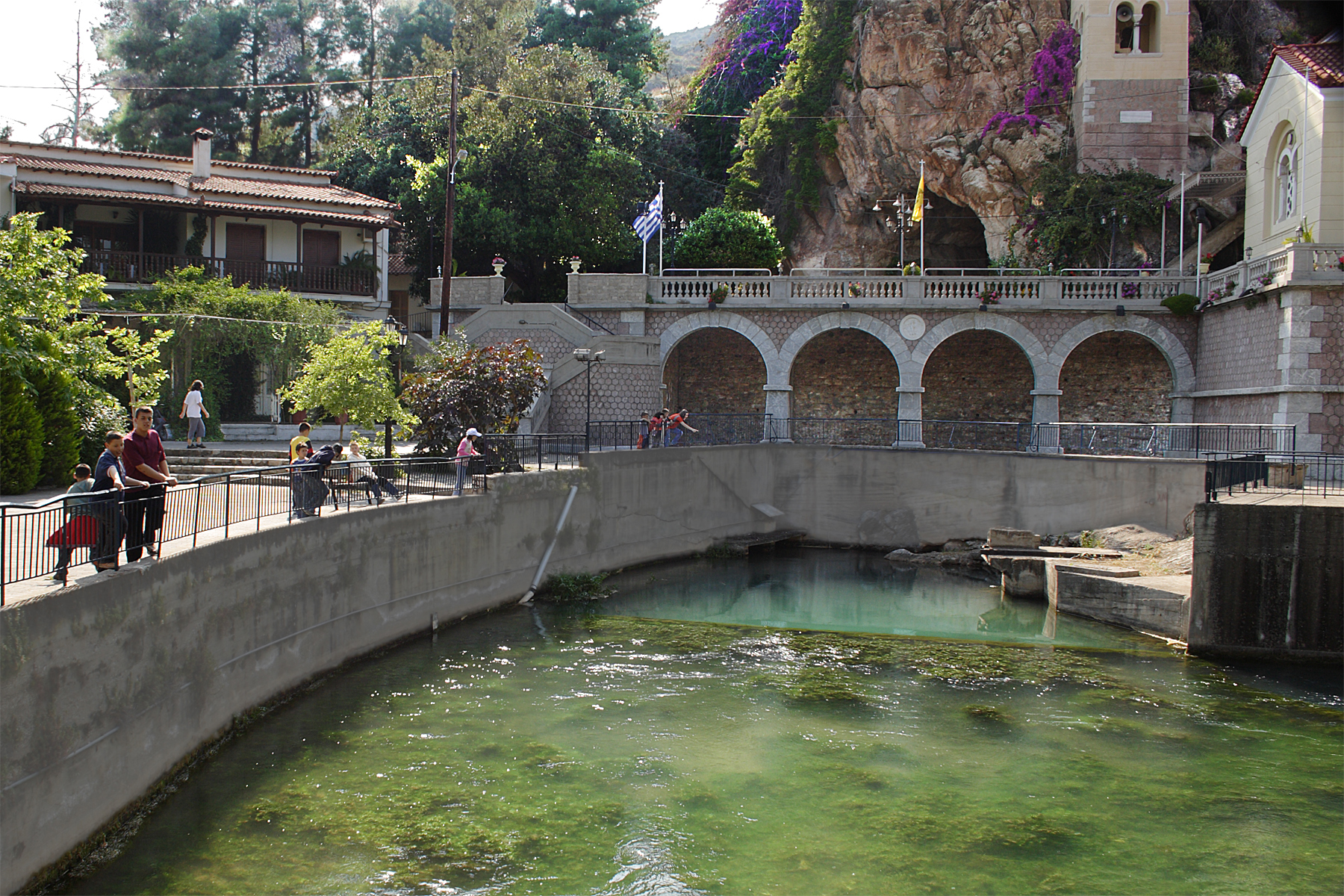
Карстовый источник в деревне Кефаларион[нем.]